# Marcgraviastrum pendulum
Marcgraviastrum pendulum là một loài thực vật có hoa trong họ Marcgraviaceae. Loài này được (Lanj. & Heerdt) Bedell mô tả khoa học đầu tiên năm 1999.